# Shocking Blue
Шокантни плави (енгл. Shocking Blue) је холандски рок бенд основан у Хагу 1967. године. Они су били део Недербит покрета у Холандији. Бенд је имао низ хитова током контракултурног покрета 1960-их и почетком 1970-их, укључујући "Пошаљи ми разгледницу" (енгл. Send Me a Postcard) и "Венеру" (енгл. Venus), која је постала њихов највећи хит и достигла прво место на америчкој топ листи Билборд хот 100 и многим другим земљама током 1969. и 1970. године. Бенд је продао 13 милиона плоча до 1973. године, али се распао 1974. године. Заједно са Golden Earring, сматрају се најуспешнијим недербит бендом, јер су њихови најбољи хитови били на топ листама у иностранству, посебно у Сједињеним Америчким Државама.

## Историјат
Шокантни плави је основан 1967. године од стране гитаристе бенда Моушнс, Робија ван Леувена (хол. Robbie van Leeuwen). Остали чланови групе у том тренутку били су Фред де Вилде (хол. Fred de Wilde), Клајсе ван дер Вал (хол. Klaasje van der Wal) (1. фебруар 1949 - 12. фебруар 2018) и Кор ван дер Беек (хол. Cor van der Beek) (9. јун 1949 - 2. април 1998). Имали су мањи хит 1968. године са песмом "Луси Браун је поново у граду" (Lucy Brown is Back in Town"). Док је де Вилде био главни певач бенда, бенд је оригинално имао звук који је описан као мешавина Битлса и Брадерс Фоур (The Brothers Four).
Де Вилде је напустио бенд 1968. године након што се придружио холандској војсци, а ван Леувен је упознао Мариску Верес (хол. Mariska Veres), која је у то време певала са клупским бендом. Убеђује је да преузме вокале, и група снима светски хит са песмом "Венера" ("Venus"), која улази на Вероникину топ 40 листу на позицији дванаестој позицији, 12. јула 1969. године и достиже треће место 26. јула 1969. године у Холандији. Песма је објављена у Сједињеним Америчким Државама и Великој Британији крајем године и достиже прво место на Билборд Хот 100 у фебруару 1970. године. Продала је 350.000 копија у Немачкој и доспела на прво место америчке листе три недеље, постајући прва песма из Холандије која је то постигла. До јануара 1970. године продато је преко милион копија, и добила је златну плочу коју је доделило Америчко удружење дискографских кућа. Глобална продаја премаштала је пет милиона копија. Остали хитови укључују "Пошаљи ми разгледницу" ("Send Me a Postcard") крајем 1968. и "Дуга и усамљена цеста" ("Long and Lonesome Road") 1969. године.
Песма "Венера" ("Venus") била је праћена песмом "Мајти Џо" ("Mighty Joe") (са Б страном "Wild Wind") у 1969. години и "Никад се не удај за железничара" ("Never Marry a Railroad Man") (са Б страном "Roll Engine Roll") у 1970. години, обе плоче су премашиле милионске тираже. Ова последња постала је топ-десет хит у неколико земаља широм света. Касније песме биле су успешне у Европи, Латинској Америци и Азији, укључујући "Здраво тамо" ("Hello Darkness"), "Демонски љубавник" ("Demon Lover") (1970), "Шокирам те" ("Shocking You"), "Цветна дама" ("Blossom Lady") и "Изван видика, изван ума" ("Out of Sight, Out of Mind") (1971), "Чаша за мастило" ("Inkpot"), 
"Стена у мору" ("Rock in the Sea") и "Ева и јабука" ("Eve and the Apple") (1972) и "О, Господе" ("Oh Lord") (1973), али нису успеле да се пласирају на листама у САД или Великој Британији.
Клајсе ван дер Вал напустио је бенд крајем 1971. године, након њиховог првог путовања у Јапан. 1974. године, Роби Ван Леувен је напустио бенд, а Мариска Верес је напустила касније те године, што је довело до распада бенда. Мариска Верес је наставила соло каријеру до 1982. године.

### Поновно окупљање
Бенд се поново окупио 1979. године и снимио "Луиз" ("Louise") као њихов први сингл од распада 1974. године. Песма никада није објављена. Међутим, наступали су уживо 1980. године са ранијим песмама као што су "Венера" ("Venus") и "Никад се не удај за железничара" ("Never Marry a Railroad Man").
Бенд је покушао још један повратак 1984. године и објавио нови сингл "Судија и порота" ("The Jury and the Judge") са "Држим се за љубав" ("I Am Hanging on to Love") као Б-страном 1986. године.
Године 1994. објављен је сингл "Тело и душа" ("Body and Soul").

### Након бенда
Бубњар Кор ван дер Беек преминуо је 2. априла 1998. године у 49. години живота у Ротердаму, Холандија. Мариска Верес преминула је од рака жучне кесе 2. децембра 2006. године у 59. години живота у Хагу, Холандија. Басиста Клајсе ван дер Вал преминуо је 12. фебруара 2018. године у 69. години живота.

## Чланови
- Роби ван Леувен (Robbie van Leeuwen) (гитара, ситар и пратећи вокали, 1967–1973)
- Фред де Вајлд (Fred de Wilde) (вокали, 1967–1968)
- Клајсе ван дер Вал (Klaasje van der Wal) (бас гитара, 1967–1971; преминуо 2018)
- Кор ван дер Беек (Cor van der Beek) (бубњеви, 1967–1974; преминуо 1998)
- Мариска Верес (Mariska Veres) (вокали, 1968–1974; преминула 2006)
- Лео ван де Кетериј (Leo van de Ketterij) (гитара, 1970–1971; преминуо 2021)
- Мартин ван Вајк (Martin van Wijk) (гитара, 1973–1974)
- Хенк Смитскамп (Henk Smitskamp) (бас гитара, 1972–1974)

#### Каснији састав
- Вим Ворманс (Wim Voermans) (бас гитара, 1984–1986)
- Јан Пајненбург (Jan Pijnenburg) (бубњеви, 1985–1986)
- Мајкл Ешаузије (Michael Eschauzier) (клавијатуре, 1993–2006)
- Андре ван Гелдорп (André van Geldorp) (гитара, вокали, 1987–2006)
- Чарлс Пеш (Charles Pesch)
- Гербен де Брајн (Gerben de Bruijn) (бубњеви, 1993–1998)
- Мишел Шредер (Michel Schreuder) (бубњеви, вокали, 1998–2006)

## Албуми

#### Студијски албуми
- Шокинг блу (такође познат као Beat with Us, немачка верзија) (1967)
- Код куће (такође познат као The Shocking Blue, америчка верзија из 1970) (1969)
- Шкорпионски плес (такође познат као Sally Was a Good Old Girl, јапански наслов) (1970)
- Трећи албум (такође познат као Shocking You) (1971)
- Чаша за мастило (Inkpot) (1972)
- Атила (такође познат као Стена у мору (Rock in the Sea), јапански наслов, и Ева и јабука (Eve and the Apple)) (1972)
- Шунка (Ham) (1973)
- Сањар на сањару (Dream on Dreamer) (1974)
- Добра времена (Good Times) (1974)

#### Живи албуми
- Уживо у Јапану (Live in Japan) (снимљен 28. и 30. јула 1971. у Токију) (1971)

## Обраде
Песме овог бенда су обрађиване од стране других бендова, укључујући Нирвану, која је обрадила њихови песму Love Buzz.